# Neoplocaederus pedestris
Neoplocaederus pedestris är en skalbaggsart som först beskrevs av White 1853.  Neoplocaederus pedestris ingår i släktet Neoplocaederus och familjen långhorningar. Inga underarter finns listade i Catalogue of Life.